# Olivier Verdon
Olivier Verdon (Clamart, 5 ottobre 1995) è un calciatore francese naturalizzato beninese, difensore del Ludogorec e della nazionale beninese.

## Caratteristiche tecniche
È un difensore centrale.

## Carriera

### Club
Dopo la militanza nelle giovanili del Torcy e la formazione presso il centro sportivo del Lens, nel 2013 Verdon raggiunge il Taissy, compagine del campionato regionale del Grand Est.
Nel 2014 viene ingaggiato dall'Angoulême, in Championnat de France amateur 2, e grazie alle sue prestazioni, nel gennaio 2016 viene prelevato dal Bordeaux. Malgardo alcune complicazioni iniziali dovute a vari infortuni, Verdon si impone come un giocatore cardine della squadra delle riserve. In virtù di ciò, il 27 aprile 2017 firma il suo primo contratto da professionista.
Il 19 novembre 2017 esordisce in Ligue 1 contro il Marsiglia. La sua rapida crescita progressiva viene frenata però da gravi infortuni: subisce a fine 2017 una lesione al quadricipite e a gennaio 2018 una distorsione al ginocchio.
Nell'estate 2018 viene ceduto a titolo definitivo al Sochaux, in Ligue 2, dove colleziona complessivamente 30 presenze e due reti.
L'11 giugno 2019 firma un contratto triennale con l'Alavés che il 2 settembre successivo lo manda in prestito ai belgi dell'Eupen.
Terminato il prestito, il 4 settembre 2020 viene ceduto nuovamente a titolo temporaneo, questa volta ai bulgari del Ludogorec.

### Nazionale
Ha esordito con la Nazionale di calcio del Benin il 24 marzo 2017 in un'amichevole persa 1-0 contro la Mauritania.

## Statistiche

### Presenze e reti nei club
Statistiche aggiornate al 7 luglio 2017.
| Stagione          | Squadra           | Campionato        | Campionato | Campionato | Coppe nazionali | Coppe nazionali | Coppe nazionali | Coppe continentali | Coppe continentali | Coppe continentali | Altre coppe | Altre coppe | Altre coppe | Totale | Totale | Totale |
| Stagione          | Squadra           | Comp              | Pres       | Reti       | Comp            | Pres            | Reti            | Comp               | Pres               | Reti               | Comp        | Pres        | Reti        | Pres   | Reti   |        |
| ----------------- | ----------------- | ----------------- | ---------- | ---------- | --------------- | --------------- | --------------- | ------------------ | ------------------ | ------------------ | ----------- | ----------- | ----------- | ------ | ------ | ------ |
| 2014-2015         | Angoulême         | NAT               | 21         | 1          | CF+CdL          | 0               | 0               |                    | -                  | -                  |             | -           | -           | 21     | 1      |        |
| 2015-gen. 2016    | Angoulême         | NAT               | 11         | 1          | CF+CdL          | 0               | 0               |                    | -                  | -                  |             | -           | -           | 11     | 1      |        |
| Totale Angouleme  | Totale Angouleme  | Totale Angouleme  | 32         | 2          |                 | -               | -               |                    | -                  | -                  |             | -           | -           | 32     | 2      |        |
| gen.-giu. 2016    | Bordeaux 2        | NAT               | 6          | 0          |                 | -               | -               |                    | -                  | -                  |             | -           | -           | 6      | 0      |        |
| 2016-2017         | Bordeaux 2        | NAT               | 21         | 0          |                 | -               | -               |                    | -                  | -                  |             | -           | -           | 21     | 0      |        |
| Totale Bordeaux 2 | Totale Bordeaux 2 | Totale Bordeaux 2 | 27         | 0          |                 | -               | -               |                    | -                  | -                  |             | -           | -           | 27     | 0      |        |
| Totale carriera   | Totale carriera   | Totale carriera   | 59         | 2          |                 | -               | -               |                    | -                  | -                  |             | -           | -           | 59     | 2      |        |

### Cronologia presenze e reti in nazionale
| Cronologia completa delle presenze e delle reti in nazionale ― Benin | Cronologia completa delle presenze e delle reti in nazionale ― Benin | Cronologia completa delle presenze e delle reti in nazionale ― Benin | Cronologia completa delle presenze e delle reti in nazionale ― Benin | Cronologia completa delle presenze e delle reti in nazionale ― Benin | Cronologia completa delle presenze e delle reti in nazionale ― Benin | Cronologia completa delle presenze e delle reti in nazionale ― Benin | Cronologia completa delle presenze e delle reti in nazionale ― Benin |
| Data                                                                 | Città                                                                | In casa                                                              | Risultato                                                            | Ospiti                                                               | Competizione                                                         | Reti                                                                 | Note                                                                 |
| -------------------------------------------------------------------- | -------------------------------------------------------------------- | -------------------------------------------------------------------- | -------------------------------------------------------------------- | -------------------------------------------------------------------- | -------------------------------------------------------------------- | -------------------------------------------------------------------- | -------------------------------------------------------------------- |
| 24-3-2017                                                            | Nouakchott                                                           | Mauritania                                                           | 1 – 0                                                                | Benin                                                                | Amichevole                                                           | -                                                                    | 62’                                                                  |
| 11-6-2017                                                            | Cotonou                                                              | Benin                                                                | 1 – 0                                                                | Gambia                                                               | Qual. Coppa d'Africa 2019                                            | -                                                                    | 90’                                                                  |
| 3-9-2017                                                             | Malabo                                                               | Guinea Equatoriale                                                   | 1 – 2                                                                | Benin                                                                | Amichevole                                                           | -                                                                    | 82’                                                                  |
| 8-11-2017                                                            | Brazzaville                                                          | Rep. del Congo                                                       | 1 – 1                                                                | Benin                                                                | Amichevole                                                           | -                                                                    |                                                                      |
| 12-11-2017                                                           | Cotonou                                                              | Benin                                                                | 1 – 1                                                                | Tanzania                                                             | Amichevole                                                           | -                                                                    | 63’                                                                  |
| 9-9-2018                                                             | Lomé                                                                 | Togo                                                                 | 0 – 0                                                                | Benin                                                                | Qual. Coppa d'Africa 2019                                            | -                                                                    |                                                                      |
| 12-10-2018                                                           | Blida                                                                | Algeria                                                              | 2 – 0                                                                | Benin                                                                | Qual. Coppa d'Africa 2019                                            | -                                                                    |                                                                      |
| 16-10-2018                                                           | Cotonou                                                              | Benin                                                                | 1 – 0                                                                | Algeria                                                              | Qual. Coppa d'Africa 2019                                            | -                                                                    |                                                                      |
| 17-11-2018                                                           | Bakau                                                                | Gambia                                                               | 3 – 1                                                                | Benin                                                                | Qual. Coppa d'Africa 2019                                            | -                                                                    |                                                                      |
| 24-3-2019                                                            | Cotonou                                                              | Benin                                                                | 2 – 1                                                                | Togo                                                                 | Qual. Coppa d'Africa 2019                                            | -                                                                    |                                                                      |
| 11-6-2019                                                            | Marrakech                                                            | Benin                                                                | 1 – 0                                                                | Guinea                                                               | Amichevole                                                           | -                                                                    |                                                                      |
| 18-6-2019                                                            | Marrakech                                                            | Benin                                                                | 3 – 1                                                                | Mauritania                                                           | Amichevole                                                           | -                                                                    |                                                                      |
| 25-6-2019                                                            | Ismailia                                                             | Ghana                                                                | 2 – 2                                                                | Benin                                                                | Coppa d'Africa 2019 - 1º turno                                       | -                                                                    |                                                                      |
| 29-6-2019                                                            | Ismailia                                                             | Benin                                                                | 0 – 0                                                                | Guinea-Bissau                                                        | Coppa d'Africa 2019 - 1º turno                                       | -                                                                    |                                                                      |
| 2-7-2019                                                             | Ismailia                                                             | Benin                                                                | 0 – 0                                                                | Camerun                                                              | Coppa d'Africa 2019 - 1º turno                                       | -                                                                    |                                                                      |
| 5-7-2019                                                             | Cairo                                                                | Marocco                                                              | 1 – 1 dts (1 – 4 dtr)                                                | Benin                                                                | Coppa d'Africa 2019 - Ottavo di finale                               | -                                                                    |                                                                      |
| 10-7-2019                                                            | Cairo                                                                | Senegal                                                              | 1 – 0                                                                | Benin                                                                | Coppa d'Africa 2019 - Quarto di finale                               | -                                                                    | 83’                                                                  |
| 6-9-2019                                                             | Caen                                                                 | Costa d'Avorio                                                       | 1 – 2                                                                | Benin                                                                | Amichevole                                                           | -                                                                    |                                                                      |
| 9-9-2019                                                             | Blida                                                                | Algeria                                                              | 1 – 0                                                                | Benin                                                                | Amichevole                                                           | -                                                                    |                                                                      |
| 13-10-2019                                                           | Porto-Novo                                                           | Benin                                                                | 2 – 2                                                                | Zambia                                                               | Amichevole                                                           | -                                                                    |                                                                      |
| 17-11-2019                                                           | Porto-Novo                                                           | Benin                                                                | 1 – 0                                                                | Sierra Leone                                                         | Qual. Coppa d'Africa 2021                                            | -                                                                    |                                                                      |
| 11-10-2020                                                           | Lisbona                                                              | Gabon                                                                | 0 – 2                                                                | Benin                                                                | Amichevole                                                           | -                                                                    |                                                                      |
| 15-6-2021                                                            | Conakry                                                              | Sierra Leone                                                         | 2 – 1                                                                | Benin                                                                | Qual. Coppa d'Africa 2021                                            | -                                                                    |                                                                      |
| 7-10-2021                                                            | Dar es Salaam                                                        | Tanzania                                                             | 0 – 1                                                                | Benin                                                                | Qual. Mondiali 2022                                                  | -                                                                    |                                                                      |
| 10-10-2021                                                           | Cotonou                                                              | Benin                                                                | 0 – 1                                                                | Tanzania                                                             | Qual. Mondiali 2022                                                  | -                                                                    | 51’                                                                  |
| 11-11-2021                                                           | Cotonou                                                              | Benin                                                                | 2 – 0                                                                | Madagascar                                                           | Qual. Mondiali 2022                                                  | -                                                                    | 34’                                                                  |
| 24-3-2022                                                            | Aksu                                                                 | Liberia                                                              | 0 – 4                                                                | Benin                                                                | Amichevole                                                           | -                                                                    | 24’                                                                  |
| 4-6-2022                                                             | Diamniadio                                                           | Senegal                                                              | 3 – 1                                                                | Benin                                                                | Qual. Coppa d'Africa 2023                                            | -                                                                    |                                                                      |
| 8-6-2022                                                             | Cotonou                                                              | Benin                                                                | 3 – 1                                                                | Mozambico                                                            | Qual. Coppa d'Africa 2023                                            | -                                                                    | 85’                                                                  |
| 24-9-2022                                                            | Mohammedia                                                           | Mauritania                                                           | 1 – 0                                                                | Benin                                                                | Amichevole                                                           | -                                                                    |                                                                      |
| 27-9-2022                                                            | Mohammedia                                                           | Madagascar                                                           | 3 – 1                                                                | Benin                                                                | Amichevole                                                           | -                                                                    | 60’                                                                  |
| 22-3-2023                                                            | Cotonou                                                              | Benin                                                                | 1 – 1                                                                | Ruanda                                                               | Qual. Coppa d'Africa 2023                                            | -                                                                    | 88’                                                                  |
| 17-6-2023                                                            | Cotonou                                                              | Benin                                                                | 1 – 1                                                                | Senegal                                                              | Qual. Coppa d'Africa 2023                                            | -                                                                    |                                                                      |
| 9-9-2023                                                             | Maputi                                                               | Mozambico                                                            | 3 – 2                                                                | Benin                                                                | Qual. Coppa d'Africa 2023                                            | -                                                                    |                                                                      |
| 17-10-2023                                                           | Casablanca                                                           | Benin                                                                | 1 – 2                                                                | Madagascar                                                           | Amichevole                                                           | -                                                                    | Ingresso                                                             |
| 7-9-2024                                                             | Uyo                                                                  | Nigeria                                                              | 3 – 0                                                                | Benin                                                                | Qual. Coppa d'Africa 2025                                            | -                                                                    |                                                                      |
| 10-9-2024                                                            | Abidjan                                                              | Benin                                                                | 2 – 1                                                                | Libia                                                                | Qual. Coppa d'Africa 2025                                            | -                                                                    |                                                                      |
| 11-10-2024                                                           | Abidjan                                                              | Benin                                                                | 3 – 0                                                                | Ruanda                                                               | Qual. Coppa d'Africa 2025                                            | -                                                                    | 75’                                                                  |
| 15-10-2024                                                           | Kigali                                                               | Ruanda                                                               | 2 – 1                                                                | Benin                                                                | Qual. Coppa d'Africa 2025                                            | -                                                                    |                                                                      |
| 9-6-2025                                                             | Fès                                                                  | Marocco                                                              | 1 – 0                                                                | Benin                                                                | Amichevole                                                           | -                                                                    |                                                                      |
| Totale                                                               |                                                                      | Presenze                                                             | 40                                                                   |                                                                      | Reti                                                                 | 0                                                                    |                                                                      |

## Palmarès

### Club

#### Competizioni nazionali
- Campionato bulgaro: 5

Ludogorec: 2020-2021, 2021-2022, 2022-2023, 2023-2024, 2024-2025
- Coppa di Bulgaria: 2

Ludogorec: 2022-2023, 2024-2025
- Supercoppa di Bulgaria: 4

Ludogorec: 2021, 2022, 2023, 2024